# 九龍巴士N73線
九龍巴士N73線是一條新界市區通宵巴士路線，由九巴營辦，來往落馬洲至沙田市中心，途經上水（彩園邨、上水站）、粉嶺南（百和路）、大窩西支路、太和、大埔墟、吐露港公路及源禾路。
本線提供往返沙田區、大埔區及北區的深宵巴士服務，利便北區乘客接駁N271線往返九龍市區之餘，同時方便兩區過境乘客於深宵時段到落馬洲公共交通轉車站轉乘皇巴士，經落馬洲管制站（港方）及皇崗口岸（中方）往返中國大陸。
本線為九巴一度是唯一提供常規服務的兩位數字編號通宵路線。後來一年後已被N36、N39打破。
本線已於2014年1月18日晚上起投入服務，取代同日起取消的N76及N270線，成為2013年「北區區域性巴士路線重組」中最後一組實施的路線改動。

## 歷史
鑑於往來落馬洲（新田轉車站）至上水的N76客量偏低，平均每班車只有約2人次，為善用資源，於北區「區域性巴士路線重組」（即《2013-2014年北區巴士路線發展計劃》）中，建議該線合併入N270線，總站改為落馬洲及大埔中心，最初的行車路線取道粉嶺公路往返北區至大埔，於同年7月8日呈交修訂後的《2013-2014年度北區巴士路線發展計劃》，則改為取道大窩西支路並設中途站。
修訂後的計劃於當日在北區區議會交通及運輸委員會的會議上，以15票贊成、2票反對獲得通過。最後九巴決定用N73作為兩線合併後之新路線編號。
配合北區「區域性巴士路線重組」，N270線原訂於2013年9月7日的第三階段與N76線合併為N73線，並改為來往落馬洲及大埔中心，但計劃暫時擱置，以便諮詢沙田區議會。
直至2013年11月，運輸署再次修訂方案，包括建議本線延長至沙田市中心、提早沙田尾班車開出時間，但將班次由原訂的20分鐘一班減至30分鐘。
根據報章報導，本線原計劃於2013年11月23日起投入服務，但北區區議會在11月11日以班次疏落為理由，反對有關方案，並交予交運會屬下巴士路線工作小組跟進，以致本線未能如期投入服務。
本線原決定將於2014年1月18日起投入服務。惟北區區議會就本線的班次及落馬洲總站位置安排上仍有強烈意見，最終有關方面於1月14日晚上確定本線如期投入服務，九巴亦已於沿線分站貼上宣傳單張及於翌日（2014年1月15日）發出相關新聞稿。
2015年6月27日：增設到站時間預報。
因應香港特別行政區政府為防範新型冠狀病毒而封閉落馬洲管制站及「皇巴士」停駛，N73線於2020年2月7日深夜頭班車起，暫時改為只往來上水（寶石湖路）與沙田市中心，不前往落馬洲（新田轉車站），直至2023年2月6日因應落馬洲管制站重開才恢復前往落馬洲。
2020年5月25日起，往落馬洲方向增設百和路「花都廣場」站。

## 服務時間（詳細班次）
| 每日落馬洲開     | 每日落馬洲開 | 每日落馬洲開 | 每日落馬洲開 | 每日落馬洲開 |
| ---------------- | ------------ | ------------ | ------------ | ------------ |
| 23:40            | 00:10        | 00:40        | 01:10        | 01:40        |
| 02:10            | 02:40        | 03:10        | 03:40        | 04:10        |
| 04:40            | 05:10        | 05:40        |              |              |
| 每日沙田市中心開 |              |              |              |              |
| 00:00            | 00:30        | 01:00        | 01:30        | 02:00        |
| 02:30            | 03:00        | 03:30        | 04:00        | 04:30        |
| 05:00            | 05:30        |              |              |              |

特別班次
| 上水轉車站-上水站→落馬洲 | 上水轉車站-上水站→落馬洲 | 上水轉車站-上水站→落馬洲 |
| 日期                     | 服務時間                 | 班次(分鐘)               |
| ------------------------ | ------------------------ | ------------------------ |
| 28, 30/1/2025            | 23:45-00:30              | 15                       |
| 29/1/2025                | 23:45-01:30              | 15                       |
| 指定日子提供服務         |                          |                          |

## 收費
全程：$22.6
落馬洲開
| 落車站＼上車站 | 上水站 或之前 | 廣福邨 或之前 | 沙田市中心 或之前 |
| -------------- | ------------- | ------------- | ----------------- |
| 落馬洲起       | $11.3^        | $13.7^        | $22.6             |
| 上水站起       | 不適用        | $13.0^        | $13.7             |

- 有 ^ 之收費必須以八達通卡繳付，並須於下車前再次確認八達通卡方可享有此優惠。

沙田市中心開
| 落車站＼上車站 | 上水站 或之前 | 落馬洲 或之前 |
| -------------- | ------------- | ------------- |
| 沙田市中心起   | $13.7^        | $22.6         |
| 廣福邨起       | $11.1^        | $13.7         |
| 上水站起       | 不適用        | $11.3         |

| - 本線設有12歲以下小童及65歲或以上長者半價優惠。 - 65歲或以上香港居民使用「樂悠咭」，以及12歲以下合資格殘疾兒童使用「殘疾人士身份」個人八達通繳付車資，均可享有每程$2.0或半價（以較低者為準）的票價優惠；12至64歲合資格殘疾人士使用「殘疾人士身份」個人八達通（包括「樂悠咭」），以及60至64歲香港居民使用「樂悠咭」繳付車資，均可享有每程$2.0或全費（以較低者為準）的票價優惠。 - 65歲或以上長者如使用長者或一般個人八達通繳付車資，則只可享有半價優惠；12至64歲合資格殘疾人士如不使用「殘疾人士身份」個人八達通，以及60至64歲人士如不使用「樂悠咭」繳付車資，必須繳付全費。 - 乘客可以現金或八達通於上車時付款，不設找續。 - 每位成人乘客可免費攜帶最多兩名4歲以下而不佔座位的兒童乘客乘車，超額之4歲以下小童必須繳付小童車費乘車。 - 持有「九巴月票」之乘客在車票有效期內，每日可享最多10程任何九龍巴士及龍運巴士路線（包括本路線，以及聯營路線的九龍巴士／龍運巴士提供的班次；惟乘搭機場「A」及「NA」線則可享原價二七折優惠（不會計算每天10次合資格車程））；而B1線則每日可享最多各2程（不會計算每天10次合資格車程）。 - 九龍巴士、城巴、龍運巴士及陽光巴士全職員工及家屬（不包括外判職員）可免費乘搭本路線，惟必須拍職員或職員家屬八達通。 - 乘客亦可透過多元化電子支付系統（e度嘟）繳付車資，包括使用非接觸式VISA卡、JCB卡、萬事達卡、銀聯卡、美國運通、大來國際、Discover Card、Apple Pay、Google Pay、Samsung Pay、AlipayHK「易乘碼」、支付寶、WeChatHK／微信支付「搭車碼」、銀聯雲閃付「乘車碼」及BOC Pay「乘車碼」。乘客使用此付款方式，使用此支付方式的乘客可享有中途下車之分段收費，以及與其他九巴／龍運獨營路線或聯營線九巴／龍運班次之轉乘優惠，惟不適用於與非九巴／龍運路線之轉乘優惠，亦不能享有「公共交通費用補貼計劃」及「長者及合資格殘疾人士公共交通票價優惠計劃」。 - 有^者為雙向分段收費，乘客必須使用八達通，並於下車前再次確認八達通，方可享有分段收費優惠。 |

### 轉乘優惠
乘客登上本線後150分鐘內以同一張八達通卡轉乘以下路線，或從以下路線登車後150分鐘內以同一張八達通卡轉乘本線，總車資如下：
N73←→N271/271S，總車資$21.7，於「沙田市中心巴士總站」轉乘
- N73往沙田 → N271往紅磡站
- N271往大埔 → N73往落馬洲

N73←→N373，總車資$43.6，於彩園路「上水站」轉乘
- N73往沙田 → N373往中環
- N373往粉嶺 → N73往落馬洲

## 行車路線
- 落馬洲開經：青山公路—洲頭段、新田交匯處、粉嶺公路、寶石湖路、彩園路、百和路、華明路、雷鳴路、華明巴士總站、雷鳴路、偉明街、百和路、一鳴路、華明路、和興路、大窩西支路、林錦交匯處、大埔公路—大窩段、寶雅路、太和巴士總站、寶雅路、汀角路、大埔太和路、寶鄉橋、寶鄉街、廣福道、大埔公路—元洲仔段、吐露港公路、大埔公路—沙田段、源禾路及沙田鄉事會路。

- 沙田市中心開經：沙田正街、橫壆街、源禾路、大埔公路—沙田段、吐露港公路、大埔公路—元洲仔段、廣福道、寶鄉街、寶鄉橋、大埔太和路、汀角路、寶雅路、大埔公路—大窩段、林錦交匯處、大窩西支路、和興路、雷鳴路、華明巴士總站、雷鳴路、偉明街、百和路、一鳴路、百和路、彩園路、寶石湖路、粉嶺公路、新田交匯處及青山公路—洲頭段。

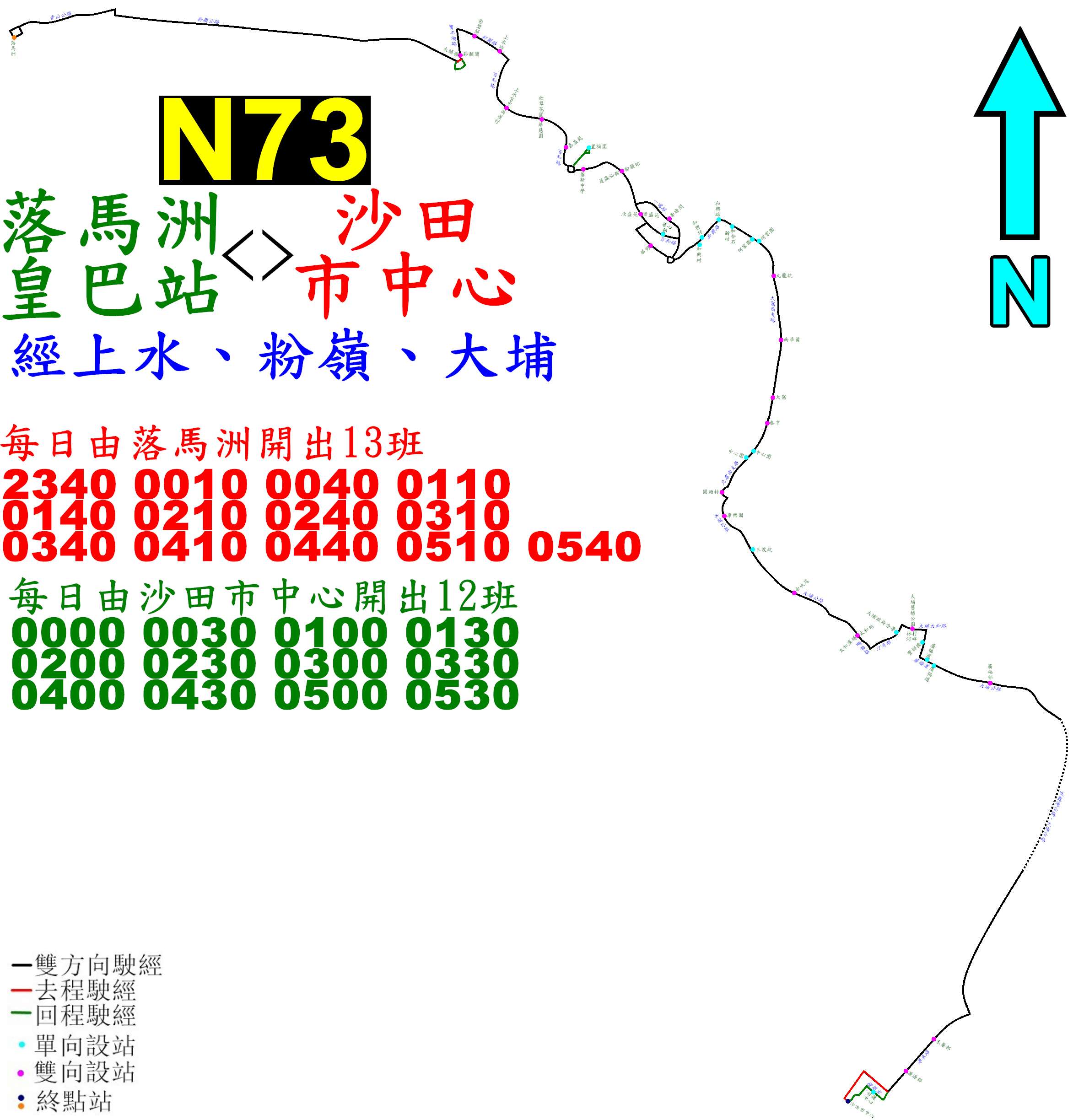
此線的走線圖

具體停站請參考資訊框

## 衍生問題
由於港鐵通宵服務不包括羅湖站及落馬洲站，因此每當港鐵提供通宵服務，不少內地旅客會在上水站等候此路線前往新田公共運輸交匯處。在2019年1月1日凌晨，由於等待本路線人數眾多，在高峰期時，有超過1000名在上水站外等候，不少人擠出馬路上，令交通大為阻塞。每當有此路線巴士停站，巴士即被人潮包圍，警員需到場協助維持秩序。